# Museo de Arte Contemporáneo de Villafamés
El Museo de Arte Contemporáneo "Vicente Aguilera Cerni"  (MACVAC) de Villafamés está ubicado en el Palacio del Batlle, palacio del gótico civil construido a mediados del siglo XV y reformado en el siglo XVIII. Fue fundado y dirigido por el crítico de arte Vicente Aguilera Cerni en 1970. Tras su fallecimiento y hasta 2015 el director ejecutivo fue el crítico de arte José Garnería. Desde 2015 la directora es la profesora de la universidad Jaume I Rosalía Torrent.

## El edificio
Se trata de un palacio de estilo gótico valenciano que fue residencia oficial del administrador real, y sede del representante de la Orden de Montesa. El edificio cuenta con semisótano, entresuelo, piso principal, desván y patio interior. La fachada es sobria y sin elementos decorativos: portada dovelada y arquería superior de tradición aragonesa, ambas de medio punto, y ventanales ajimezados en el piso principal. La cubierta a dos vertientes, con amplio alero, desagua mediante gárgolas.

## Contenido
El museo cuenta con veintinueve salas y la llamada Sala en el Aeroport de Castelló, cuyo contenido abarca desde los años veinte hasta nuestros días y donde se exponen más de 300 obras de arte contemporáneo de las más de 700 obras de unos 560 artistas representados, todas ellas procedentes de donaciones o depósitos temporales o indefinidos. Algunos artistas representados en el museo son: Alberto Sánchez, Joan Miró, Olga Adelantado, Pep Agut, Elvira Alfageme, Manuela Ballester Vilaseca, Manolo Boix, Modest Cuixart, Artur Heras, Aurèlia Muñoz, Joan Baptista Porcar, Equip Realitat, Josep Renau, Fuenciscla Francés Rodríguez, Eusebio Sempere, Soledad Sevilla, Vicent Traver Calzada, Perceval Graells, entre otros. 